# Renault R27
El Renault R27 es una versión del Renault R26 un monoplaza que usó Renault durante la temporada 2007 de Fórmula 1. Fue presentado el 16 de enero de 2007 por Flavio Briatore, jefe de equipo, y los pilotos Giancarlo Fisichella y Heikki Kovalainen en Jerez, después de completar sus primeros kilómetros en el Circuito de Silverstone. El equipo quería seguir siendo un aspirante al título el año en el que ING se convertía en su principal patrocinador:

"El equipo presentará una cara fresca al mundo con la llegada de ING como nuestro patrocinador principal y estamos orgullosos de dar la bienvenida a esta institución de finanzas dentro de la F1. Pero en la pista, nuestro objetivo seguirá siendo el mismo: pediremos a nuestro equipo técnico y pilotos que hagan que Renault sea un contendiente al título en 2007" (Alain Dassas)

## Resultados
(Clave) (negrita indica pole position) (cursiva indica vuelta rápida)
| Año  | Motor               | Neu. | N.º | Pilotos              | 1   | 2   | 3   | 4   | 5   | 6   | 7   | 8   | 9   | 10  | 11  | 12  | 13  | 14  | 15  | 16  | 17  | Puntos | Pos. |
| ---- | ------------------- | ---- | --- | -------------------- | --- | --- | --- | --- | --- | --- | --- | --- | --- | --- | --- | --- | --- | --- | --- | --- | --- | ------ | ---- |
| 2007 | Renault RS27 2.4 V8 | B    |     |                      | AUS | MYS | BHR | ESP | MON | CAN | USA | FRA | GBR | EUR | HUN | TUR | ITA | BEL | JPN | CHN | BRA | 51     | 3º   |
| 2007 | Renault RS27 2.4 V8 | B    | 3   | Giancarlo Fisichella | 5   | 6   | 8   | 9   | 4   | DSQ | 9   | 6   | 8   | 10  | 12  | 9   | 12  | Ret | 5   | 11  | Ret | 51     | 3º   |
| 2007 | Renault RS27 2.4 V8 | B    | 4   | Heikki Kovalainen    | 10  | 8   | 9   | 7   | 13  | 4   | 5   | 15  | 7   | 8   | 8   | 6   | 7   | 8   | 2   | 9   | Ret | 51     | 3º   |